# Il dono del mattino
Il dono del mattino è un film del 1932 diretto da Enrico Guazzoni

## Produzione
Tratto dalla commedia omonima di Giovacchino Forzano, il film prodotto da Giuseppe Barattolo, girato negli stabilimenti della CAESAR alla Circonvallazione Appia di Roma, nella primavera del 1932, uscì nelle sale nell'ottobre dello stesso anno.

## La critica
Enrico Roma, nel Cinema Illustrazione del 21 dicembre 1932: "Enrico Guazzoni ha dato alla prima cinematografica italiana, film di carattere storico di non dubbia importanza. Ma la commediola sentimentale non è per lui. Egli è d'altra parte troppo cinematografico per poter cavare qualcosa dalla riproduzione fedele di una commedia, esclusivamente basata sul dialogo, statica e priva di fatti. Ma vorrei sapere chi sarebbe stato capace, al suo posto di salvare un film così sprovvisto di materia prima".